# El señor de las moscas
El señor de las moscas (en inglés: Lord of the Flies) es la primera y más célebre novela de William Golding. Publicada en 1954, se considera un clásico de la literatura inglesa. Tuvo apenas difusión en el año de su publicación, manteniendo un volumen escaso de ventas. Años más tarde, alcanzó una gran fama en Inglaterra, considerándose imprescindible su lectura en colegios e institutos. El título alude a la maldad humana, representada por Belcebú, deidad filistea y posteriormente también perteneciente a la iconografía cristiana, que es conocido por este sobrenombre de Señor de las Moscas.

## Argumento
Un avión en el que viajan unos estudiantes británicos sufre un accidente durante una guerra a causa de una fuerte tormenta, estrellándose contra una isla desierta en donde los únicos supervivientes son los niños pasajeros, quienes se ven obligados a sobrevivir sin ningún adulto pues el único adulto era el piloto del avión, muerto en el accidente. La ausencia de normas y límites hacen que la lógica y la serenidad de los jóvenes vayan desapareciendo al dejar paso a la faceta más salvaje del ser humano, provocando que la utopía insular de Ralph, Piggy, Jack y los demás no tarde en transformarse en un caos gobernado por la locura, la lucha de poder y la muerte.
Ralph y Piggy, dos de los chicos mayores, encuentran una caracola que hacen sonar para reunir al resto de los supervivientes. Desde ese momento, la caracola será utilizada como símbolo de autoridad y derecho a la palabra, además de ser empleada para convocar a todos a una asamblea cuando la situación lo requiera. Ralph es elegido democráticamente como líder del grupo, pese a que Jack, otro de los chicos más fuertes, deseaba ser el jefe. Para contentarlo, Ralph lo deja a cargo del grupo del coro, a quienes este bautiza como "cazadores". El líder decide que es necesario encender una hoguera, de manera que puedan generar una señal constante de humo y así ser rescatados por algún navío que la vea. Para encender el fuego, utilizan las gafas de Piggy aprovechando los rayos del sol. Desde aquel momento, Ralph insistirá durante toda la estadía en la isla que abandonar la hoguera sería renunciar a la idea de ser rescatados y entregarse a la vida como salvajes, razón por la cual se designan encargados de vigilar que la hoguera no se apague en ningún momento.
Con el paso del tiempo, algunos de los chicos emprenden conductas violentas e irracionales. Jack es el primero de ellos, que al no haber sido electo como jefe del grupo, siente una rivalidad y odio hacia Ralph, disfrutando al mismo tiempo de insultar a Piggy. Se queja de la importancia que le dan a la hoguera y a la caracola, mientras él y su grupo están cada vez más obsesionados con la idea de cazar un jabalí, acción que finalmente llevan a cabo.
Progresivamente, el miedo se hace más patente a medida que  aumentan los rumores de una bestia que habita en la isla.  Aunque ninguno de los chicos mayores cree que esto sea posible, la idea los aterra igualmente. Una noche en que les toca a los mellizos Sam y Eric cuidar la hoguera, éstos ven una criatura desconocida y corren de miedo. Los demás deciden ir a investigar armados con lanzas, dejando a los "peques" al cuidado de Piggy. El grupo, liderado intermitentemente por Ralph y Jack, recorre la isla durante todo el día. A medida que oscurece y la rivalidad entre ambos aumenta, la mayoría decide retirarse y volver con los otros, solamente Ralph,  Jack y Roger llegan a la montaña, donde entre penumbras logran ver la Bestia, momento en el que salen corriendo despavoridos. Luego, cuando discuten lo sucedido, Ralph expresa que los cazadores son incapaces de luchar contra La Bestia, ya que en el fondo son sólo niños armados con palos. Jack se enfurece por el comentario y convoca una asamblea. En dicha reunión acusa a Ralph de no haberse enfrentado a la bestia, lo denuncia por llamar a sus cazadores unos inútiles y se queja porque Ralph no sabe cazar, sólo dar órdenes. Animado por la situación, pregunta enérgico quién cree que Ralph debería dejar de ser el líder, sin embargo nadie levanta la mano. Humillado, abandona el grupo. Más tarde sus cazadores se reúnen con él y atrapan otro jabalí, al cual le cortan la cabeza y la dejan en una estaca como ofrenda a La Bestia.
Simon, un niño tímido que de vez en cuando ayuda a Ralph y a Piggy, catalogado de raro por los demás por sufrir desmayos frecuentes, decide adentrarse solo en el bosque, dirigiéndose hacia un claro donde logra calmar sus ataques. En el lugar encuentra la cabeza de jabalí clavada a la estaca, la que se encontraba en evidente estado de descomposición, chorreante de sangre y cubierta de moscas. Aterrorizado, Simon sufre una alucinación en la que ésta le habla y se identifica como El Señor de las Moscas, mientras se burla de él y de los demás por creer que La Bestia es una criatura que se puede cazar, asegurando que la fiera está en todos lados, cuestión que puede interpretarse como una alusión a la maldad humana. En la escena, se da a entender que Simon ya lo sabía desde antes, puesto que durante una asamblea trató de expresarle al grupo que La Bestia eran ellos mismos, pero se rieron de él. Simon se desmaya y al despertar camina hasta la montaña, donde los chicos habían visto a la que creían era La Bestia. Pero con la luz del día, Simon se percata  de que sólo es el cadáver de un paracaidista, el cual se levanta con el viento. A pesar de estar exhausto decide ir a contárselo a todos. 
Mientras tanto, Jack y su grupo se presentan a los demás con máscaras y los cuerpos pintados como salvajes, los invitan a comer de su jabalí y a que consideren unirse a su tribu. De a poco, casi todo el grupo se va con ellos y celebran una fiesta cantando y comiendo; Ralph, Piggy y los mellizos son los últimos en llegar. Jack, a quien los demás llaman "Jefe", les pregunta quién formará parte de su tribu, lo que genera una discusión con Ralph que termina cuando empieza a llover. En aquel momento, todos comienzan una frenética danza en la que simulan cazar a un jabalí, a la mitad de ésta Simon sale arrastrándose del bosque, el grupo, confundido por la oscuridad de la noche, señala a Simon como La Bestia y en un espiral de cánticos y locura, lo golpean dándole muerte.
Al día siguiente, la división del grupo original era evidente: Sam, Eric, Piggy y algunos “peques” son los únicos que siguen del lado de Ralph, los demás se han unido a la tribu de Jack o se han esparcido por el resto de la isla. Los primeros se sienten culpables, tratando de desentenderse o excusarse por la muerte de Simon y seguir alimentando la hoguera, la cual es su última esperanza; por el contrario, los de la tribu se engañan a sí mismos diciendo que la criatura que atacaron solo se trataba de La Bestia disfrazada. Durante esa noche el grupo de Ralph es atacado por los otros, quienes los golpean y roban las gafas de Piggy para encender su propio fuego.  Ralph es derrotado debido a que Eric le confunde con uno de los atacantes y le deja fuera de juego dándole un rodillazo en los testículos.
Los chicos, sin la posibilidad de prender un nuevo fuego y con Piggy incapaz de ver, deciden ir a hablar con los otros y tratar de razonar con ellos, así que atraviesan la isla portando la caracola hasta un peñón que Jack y los demás emplean a modo de fuerte. Ralph discute con Jack, quien toma a Sam y Eric como prisioneros; Piggy, enojado, alza la caracola y se hace escuchar a pesar de las burlas, tratando de ocupar la razón, pero a la mitad de su discurso, Roger deja caer una gran piedra que golpea a Piggy en la cabeza, provocándole la muerte y haciendo pedazos la caracola. Luego atacan a Ralph con sus lanzas, alcanzando a huir y esconderse. Cuando se oscurece, Ralph se acerca al peñón y ve que Eric y Sam, pintados y con máscaras, hacen guardia afuera. Ellos le dicen que los torturaron y que tiene que huir, porque a la mañana planean cazarlo al igual que un jabalí.
Al día  siguiente, tal y como Eric y Sam dijeron, la tribu de niños pintados comienza a perseguir a Ralph, mientras queman el bosque a su paso para hacerlo salir. Ralph, armado con una lanza pero agotado física y mentalmente, encuentra un escondite, siendo descubierto por uno de los otros. Ralph corre desesperado, escapando de los cazadores y del fuego que poco a poco consume toda la isla. Cuando llega a la playa, se arroja al suelo y levanta los brazos, preparado para pedir clemencia, pero se encuentra con un oficial de la marina. A los pocos segundos llegan los demás chicos quienes observan al hombre asombrados y de inmediato abandonan la intención de cazar a Ralph. El oficial declara que arribó atraído por el humo, continuando con una serie de preguntas a Ralph, quien se identifica como líder. Ante esto, Jack se adelanta, pero finalmente decide no intervenir. Ralph le informa de las muertes y explica que al principio estaba todo bien, todos en orden y unidos. Sin poder continuar, se le corta la voz y se echa a llorar por la muerte de sus amigos y la pérdida de la inocencia propia de la niñez, los demás se le unen sollozando. El oficial los observa conmovido, incómodo vuelve la vista hacia el barco en el mar. En ese momento las caras expresivas de los niños reflejan la caída de su pequeño mundo, en el que no había consecuencias algunas por sus acciones, humanas.

## Personajes de la novela
- Ralph: Protagonista principal de la novela y líder electo de los náufragos. A pesar de que es el líder, siempre le pide ayuda a Piggy. Al inicio sugiere hacer una hoguera para hacer una señal y puedan rescatarlos, pero se descuida con el tiempo. Esto representa los efectos débiles de la corrupción para las acciones buenas. Ralph quiere lo mejor para todos pero se le olvida con frecuencia por lo que Piggy lo ayuda. Es demasiado educado y usa la lógica incluso en los peores momentos, como cuando se enteran de la bestia. Ralph representa la democracia, aunque finalmente todo sale en su contra y es casi asesinado por Jack hasta que los rescata el general.

- Jack:  Celoso del poder de Ralph, quiere que los demás hagan lo que él dice. Es muy delgado, rubio, es muy arrogante, pesimista y consentido. Si bien en principio no es violento, sus actitudes van cambiando, al expresar su deseo por matar un cerdo y abandonar la hoguera. Se podría afirmar que Jack representa la dictadura y la irracionalidad. Su ansia de poder le lleva a exiliarse del grupo de Ralph y formar su propia tribu, en la que él es el jefe absoluto y gobierna como un dictador. Se vuelve muy violento y usa el argumento de la fuerza física para atraer a los chicos a que se unan a su grupo (como cuando ordena a Roger que torture a Sam y a Eric). Todo termina cuando Jack y sus salvajes se disponen a quemar la isla para matar a Ralph pero llega un oficial de la marina en el último minuto. Cuando Ralph asegura que él es el jefe, Jack vacila por un instante pero reconoce a Ralph como el jefe indirectamente. Finalmente él llora con los demás al ser rescatado.

- Piggy: Formaba parte del grupo de Ralph. Es objeto de burla por su tamaño y peso corporal. Es muy gordo, usa lentes y padece asma. Nunca se sabe su verdadero nombre, pero a veces le llaman "capitán de la grasa". Representa la voz de la razón. Su identificación con la civilización se muestra cuando no descuida su aspecto a diferencia de los demás y su negación a la bestia. A pesar de ser más inteligente que Jack y Ralph es discriminado y burlado por su gordura, su asma y sus gafas. Esto empeora cuando Jack roba las gafas de Piggy y lo deja sin ver. Hace un último esfuerzo porque Jack y su grupo sean racionales y en el intento es asesinado por Roger, quien le deja caer una gran roca. Con su muerte y la destrucción de la Caracola, la racionalidad y civilización desaparecen.
- Simón: Otro niño del coro. Es algo bajito, moreno, de ojos grandes y padece epilepsia. Es un niño muy amable. Disfruta la isla e incluso encuentra un lugar donde estar con los animales y plantas. Es muy tímido, pero como diría Piggy: siempre se puede contar con él. Es tildado de raro, pero encuentra apoyo en Ralph a quien considera su único amigo. Es quien descubre al Señor de las Moscas, una cabeza de cerdo dejada por los cazadores, que lo amenaza durante una alucinación y le dice que la verdadera bestia no se puede cazar ni matar, dando a entender que se refería a la maldad humana, cosa que Simón ya sabía y había tratado de plantear. Después, descubre que la criatura que pensaban que era la bestia es un cadáver de un paracaidista. Desesperado va a decírselo a los demás pero es confundido con la bestia y asesinado horriblemente. A pesar de todo, se revela que él sabía que moriría.

- Roger: Al igual que Simón y Jack, pertenece al coro. Un niño muy calmado que no habla mucho. Es moreno, alto y con la mirada perdida. Si bien al principio se siente triste y desesperado cuando falla la primera hoguera, al final termina convirtiéndose en la mano derecha de Jack y su segundo al mando. Cuando junto a Maurice destruye el castillo de arena que tres de los "peques" (Johnny, Henry y Percival) estaban construyendo, al principio se siente tan culpable como Maurice, pero luego se da cuenta de que allí no hay adultos que puedan reñirle y que puede dar rienda suelta a su violencia. Así lo hace cuando, una vez incluido en el grupo de Jack, se abandona a sus instintos animales y tortura a varios niños e incluso mata a Piggy aplastándolo con una roca sin mostrar remordimientos. Sin embargo, llora con los demás cuando son rescatados. Representa el sadismo.

## Análisis y antecedentes
A lo largo de toda la novela Golding explora dos temas en particular: la civilización contra la barbarie y la pérdida de la inocencia infantil.
Al ser una alegoría de la naturaleza humana, cada personaje representa diferentes aspectos de las personas. Ralph, el orden y la civilización. Piggy, la razón y cordura de la sociedad. Jack, el deseo de poder y la maldad. Roger, la crueldad y el sadismo en su mayor escala. Simón, la bondad natural del hombre.
La novela tiene una marcada influencia de La Isla de Coral (1857) de Robert Michael Ballantyne. Golding resalta esa influencia al llamar a sus dos protagonistas igual que dos de los personajes principales de la novela de Ballantyne, Ralph y Jack. También tiene un claro antecedente en Dos años de vacaciones (1888), una de las novelas menos conocidas de Julio Verne. El tema es completamente análogo y plantea los conflictos por el poder entre niños perdidos en una isla sin adultos.
También es posible identificar en el texto una representación de las tendencias democrática y autoritaria si analizamos las figuras de los dos líderes. Ralph representa el líder democrático que, bajo el símbolo de la caracola, llama a organizarse al grupo en torno al uso de la palabra. Jack representa al líder autoritario, cuyo poder se basa en la organización marcial, la superioridad física, la superstición y el miedo.

## Tiempo histórico
Se deduce que todo ocurre en medio de una guerra nuclear ya que hablan de que el lugar de donde salieron fue destruido por una bomba atómica, y también se deduce que fue lanzada por la Unión Soviética, ya que en otra parte hablan del miedo a ser rescatados por el Ejército Rojo.

## Recepción
El libro, originalmente titulado Strangers from Within, fue inicialmente rechazado por una editora literaria, Miss Perkins, en la editorial londinense Faber and Faber como "Basura y aburrimiento. Inútil". El título se consideró "demasiado abstracto y demasiado explícito". Después de una revisión adicional, la novela finalmente se publicó como El señor de las moscas.
Se produjo un punto de inflexión cuando E. M, Forster eligió El señor de las moscas como su "novela destacada del año". Otras reseñas lo describieron como "no solo una aventura de primer nivel, sino una parábola de nuestro tiempo". En febrero de 1960, Floyd C. Gale de Galaxy Science Fiction calificó a El señor de las moscas con cinco estrellas de cinco, afirmando que "Golding pinta una imagen verdaderamente aterradora de la decadencia de una sociedad minúscula... Va camino de convertirse en un clásico moderno".
"El señor de las moscas presenta una visión de la humanidad inimaginable antes de los horrores de la Europa nazi, y luego se sumerge en especulaciones sobre la humanidad en el estado de naturaleza. Sombrío y específico, pero universal, fusionando rabia y dolor, Lord of the Flies es una novela de la década de 1950 y de todos los tiempos".
En su libro Moral Minds: How Nature Designed Our Universal Sense of Right and Wrong, Marc D. Hauser dice lo siguiente sobre la obra: "Esta fascinante ficción, lectura estándar en la mayoría de los cursos de introducción a la literatura inglesa, debería ser lectura estándar". en biología, economía, psicología y filosofía".
Sus posturas sobre los temas ya controvertidos de la naturaleza humana y el bienestar individual versus el bien común, le valieron la posición 68 en la lista de la Asociación Estadounidense de Bibliotecas de los 100 libros más cuestionados de 1990–1999.  El libro ha sido criticado como "cínico" y retrataría a la humanidad exclusivamente como "criaturas egoístas". Ha sido vinculado con "La tragedia de los bienes comunales" de Garrett Hardin y los libros de Ayn Rand, y contrarrestado por "El gobierno de los bienes comunes" de Elinor Ostrom . Se han establecido paralelismos entre El Señor de las moscas y los náufragos de Tonga 1965, un incidente real donde un seis escolares que navegaban en un barco de pesca desde Tonga fueron golpeados por una tormenta y llegaron a la isla deshabitada de ʻAta, considerados muertos por sus familiares en Nukualofa. El grupo no solo logró sobrevivir durante más de 15 meses, sino que "había montado una pequeña comuna con huerta, troncos de árboles ahuecados para almacenar agua de lluvia, un gimnasio con pesas curiosas, una cancha de bádminton, gallineros y una fogata permanente, todo del trabajo manual, la hoja de un cuchillo viejo y mucho tesón". Como resultado, cuando el capitán del barco, Peter Warner, los encontró, gozaban de buena salud y ánimo. El historiador holandés Rutger Bregman, al escribir sobre esta situación, dijo que la representación de Golding no era realista.
- Se le otorgó un lugar en ambas listas de Modern Library 100 Best Novels, alcanzando el puesto 41 en la lista del editor y el 25 en la lista del lector.[14]
- En 2003, la novela se incluyó en el número 70 en la encuesta de la BBC The Big Read .[15]
- En 2005, la novela fue elegida por la revista Time como una de las 100 mejores novelas en inglés de 1923 a 2005.  Time también incluyó la novela en su lista de los 100 mejores libros para adultos jóvenes de todos los tiempos.[16]

Popular en las escuelas, especialmente en el mundo de habla inglesa, una encuesta del Reino Unido de 2016 vio a Lord of the Flies en el tercer lugar entre los libros escolares favoritos de la nación, detrás de Animal Farm de George Orwell y Great Expectations de Charles Dickens .
El 5 de noviembre de 2019, BBC News incluyó a El señor de las moscas en su 'Lista de la BBC de las 100 novelas "más inspiradoras"'.

## Influencia
El manga japonés Cage of Eden, de Yamada Keiyou, está inspirado en esta obra. 
La serie de televisión Lost hace referencias en la primera temporada y su argumento y personajes están altamente influenciados por la novela de Golding. 
La serie animada Los Simpson hace referencia al libro en dos ocasiones: en el episodio «Kamp Krusty», donde puede verse una cabeza de jabalí clavada en una pica con moscas a su alrededor; y en «Das Bus», cuya trama está inspirada en la de este libro e introduce elementos de la obra que han trascendido a la cultura popular, como la figura del jabalí, el uso de las lentes para hacer fuego, o Lisa Simpson y Nelson Muntz encarnando a Ralph y a Jack respectivamente.
La novela The Maze Runner comparte también características similares (un grupo de chicos que están encerrados en un laberinto), aunque en este caso deben cooperar para salir.
El grupo inglés Iron Maiden compuso una canción inspirada en la novela, llamada «Lord of the Flies», incluida en el disco The X Factor. También el grupo The Offsprings menciona el título de este libro en la canción «You're gonna go far kid». 
En el videojuego Metal Gear Solid V: The Phantom Pain se puede ver un guiño a esta novela en la misión «La Mamba Blanca», donde se tiene que tomar prisionero a Eli, un joven que se ha hecho con el control de un poblado abandonado en África central, convirtiéndose en el jefe de un grupo de niños soldado.
Aparece en un episodio de la serie de televisión Dos hombres y medio, siendo el libro a leer por Jake y generando conflicto con su padre por su desinterés.
Hacen mención en la serie Los Soprano, en la temporada 5 Episodio 6, cuando Tony Soprano le entrega a Carmela un ensayo perfecto que realizó Anne Durham recibiendo un A+ y los padres tienen la intuición de que su hijo, Anthony, compró ese ensayo. 
En el año 2019 se realizó una serie para televisión llamada The Society inspirada en esta novela.
En la película El regreso del capitán Garfio, cuando despierta con los niños perdidos el personaje interpretado por Robin Williams pregunta: «¿Es esta una nueva versión de El señor de las moscas?»
Se cree que el libro Juego de los niños, de Juan José Plans, pudo estar inspirado en El señor de las moscas, aunque el autor nunca lo confirmó.[cita requerida]

## Filmografía
Hasta el momento, se han realizado dos películas cinematográficas basadas en esta novela:
- El señor de las moscas (1963), dirigida por Peter Brook.
- El señor de las moscas (1990), dirigida por Harry Hook.